# 1998 у літературі

## Нагороди
- Нобелівська премія з літератури: Жозе Сарамаґо, "Використовуючи притчі, підкріплені уявою, співчуттям та іронією, дає можливість зрозуміти ілюзорну реальність"
- Букерівська премія: Ієн Мак'юен, «Амстердам»
- Премія Неб'юла за найкращий роман: Джо Холдеман, «Вічний мир»
- Премія Неб'юла за найкращу повість: Шейла Фінч, «Reading the Bones»
- Премія Неб'юла за найкраще оповідання: Брюс Голленд Роджерс, «Тринадцять підходів до води»
- Премія «Г'юґо» за найкращий роман: Джо Галдеман, «Довічний мир»
- Премія Г'юґо за найкращу повість: Аллен Стіл, «Де янгол не наважиться ступить» (...Where Angels Fear to Tread)

## Померли
- 27 січня — Джефрі Тріз, британський письменник, автор дитячих історичних романів.
- 8 лютого — Галдор Лакснесс, ісландський письменник, лауреат Нобелівської премії з літератури за 1955 рік.
- 17 лютого — Ернст Юнґер відомий німецький письменник, публіцист, націонал-революціонер та ентомолог.
- 19 квітня — Октавіо Пас, мексиканський поет, есеїст-культуролог, перекладач, політичний публіцист, лауреат Нобелівської премії з літератури (1990).
- 21 квітня — Жан-Франсуа Ліотар, французький філософ та теоретик літератури.
- 27 квітня — Карлос Кастанеда, американський письменник та антрополог, етнограф, мислитель-езотерист.
- 29 травня — Володимир Федоров, письменник, поет та драматург, учасник війни.
- 22 липня — Володимир Дудинцев, радянський російський письменник (нар. у 1918).
- 20 вересня — Йордан Леов — македонський письменник великої і малої прози (народився у 1920).

## Нові книжки
- Азазель — роман Бориса Акуніна.
- Гаррі Поттер і Таємна кімната — другий роман серії «Гаррі Поттер», який написала Дж. К. Роулінґ.
- Турецький гамбіт — шпигунський детектив, книга російського письменника та перекладача Бориса Акуніна.
- Цифрова фортеця — детектив, техно-трилер американського письменника Дена Брауна.